# آلن تانر
آلن تانر (انگلیسی: Alain Tanner؛ زادهٔ ۶ دسامبر ۱۹۲۹ - درگذشتهٔ ١١ سپتامبر ٢٠٢٢) کارگردان، فیلم‌نامه‌نویس و تهیه‌کننده فیلم اهل سوئیس بود. وی از سال ۱۹۵۷ میلادی تا ٢٠٢٢ مشغول فعالیت بود و از فیلمهایش می‌توان به سرزمین بی‌صاحب، در شهر سپید، وسط دنیا، یوناس که در سال ۲۰۰۰ بیست‌وپنج ساله خواهد بود، سمندر، سال‌های خوش گذشته و شارل، زنده یا مرده را نام برد.